# マイケル・レポンド
マイケル・レポンド（本名Michael Anthony LePond III、1966年2月17日-）はアメリカのニュージャージー州ニューアーク出身のベーシストである。現在は、プログレッシブ・メタル・ネオクラシカルメタルロックバンドのシンフォニー・エックスのベーシストとして活躍。1998年の4thアルバム『Twilight in Olympus』に伴うツアーの途中、脱退を表明した前任のベーシストであるトーマス・ミラーの替わりに加入した。スタジオアルバムの参加は『V: The New Mythology Suite（邦題：V-新・神話組曲-）』からである。

## 略歴
- 13歳の頃にマディソン・スクエア・ガーデンでキッスのライブを見てロックに興味を持ち出す。
- 影響を受けたベーシストはキッスのジーン・シモンズ、ラッシュのゲディー・リー、ブラック・サバスのギーザー・バトラー、マノウォーのジョーイ・ディマイオ、アイアン・メイデンのスティーヴ・ハリスであるという。
- 1996年まで、アメリカのニューヨークのデッド オン アライバルというヘヴィメタルバンドの他幾らかのバンドを経験するなど、シンフォニー・エックス加入以前からプロミュージシャンとしての経歴を持っていた。
- 1998年からシンフォニー・エックスに加入し今に至る。

## プレイスタイル
- フェンダーやヘイマーといったメーカーのベースを主に使用していたが、近年はアーニーボール・ミュージックマン・スターリンベースとキャパリソン-Dellinger-BASS等を主に使用していて、アタック感の強いベースサウンドが特徴。
- タッピングや速弾き等も得意とするテクニカルなプレイが特徴。ギタリストのマイケル・ロメオの弾く複雑なフレーズにも難なくユニゾンする。その反面、他のパートとの調和を重視したプレイをすることにも長けている。

## クローン病
2006年5月10日にレポンドはクローン病（炎症性腸疾患）を患っていることをメディアに発表し、シンフォニーXは同年の6月に出演が決まっていたショーを2つキャンセルする事となった。レポンドは6週間の療養を経て容態を回復させたが、慢性的な疾患のため、今後が心配される。